# Părvița, Kărdjali
Părvița (în bulgară Първица) este un sat în comuna Kirkovo, regiunea Kărdjali,  Bulgaria. 

## Demografie
Componența etnică a satului Părvița
     Turci (97,16%)
     Nicio identificare (2,83%)
     Altele (0%)
La recensământul din 2011, populația satului Părvița era de 353 locuitori. Din punct de vedere etnic, majoritatea locuitorilor (97,16%) erau turci. Pentru 2,83% din locuitori nu este cunoscută apartenența etnică.